# Woda wewnątrzkomórkowa
Woda wewnątrzkomórkowa – woda, która wypełnia przestrzenie między strukturami komórkowymi. 
Nie jest związana z żadną strukturą komórkową. Jest zmieszana z innymi związkami komórki. Wraz z tymi substancjami tworzy cytoplazmę o charakterze roztworu koloidalnego. W roztworze tym woda stanowi fazę rozpraszającą, zaś cząstki o rozmiarach 1–100 nm stanowią fazę rozproszoną. Ponadto stanowi środowisko, w którym pełni rolę środowiska procesów metabolicznych zachodzących w komórce bądź, też funkcję substratu w licznych reakcjach chemicznych.